# 프레골리 증후군
프레골리 증후군(Fregoli delusion)은 다른 사람들이 사실은 모습을 바꾸거나 가장을 하는 한 사람이라는 망상적 믿음이 있는 희귀질환이다. 이 증후군은 뇌병변과 관련될 수 있으며 편집증의 경향일 수도 있다.

## 증상
- 망상
- 기억상실
- 자기감시
- 자의식
- 환각
- 집행 기능
- 인지적 유연성
- 뇌전증

## 같이 보기
- 조현병
- 코타르 증후군
- 카그라스 증후군
- 색정광
- 정신증
- 안면인식장애
- 실인증